# Chauvineau-Linie

Chauvineau-Linie nördlich von Paris

Die Chauvineau-Linie war eine Verteidigungslinie, deren Bau kurz vor dem Zweiten Weltkrieg begann und die zur Verteidigung von Paris und seiner Region gedacht waren.
Diese Linie erstreckte sich in einem Bogen um Paris auf einer Länge von 130 km. Bereits 1931 untersucht, aber erst 1939 begonnen, war ihr Bau zu spät, um im Westfeldzug 1940 eine Rolle zu spielen.